# 上昌広
上 昌広（かみ まさひろ、1968年〈昭和43年〉10月3日 - ）は、日本の医師。博士（医学）（東京大学）。専門は血液・腫瘍内科学、真菌感染症学、メディカルネットワーク論、医療ガバナンス論。特定非営利活動法人医療ガバナンス研究所理事長。元東京大学医科学研究所特任教授（株式会社アインファーマシーズの寄付講座）、帝京大学医療情報システム研究センター客員教授。SBIファーマ株式会社社外取締役。SBIバイオテック株式会社社外取締役。ナビタスクリニック新宿内科医。行田総合病院非常勤内科医。星槎大学客員教授。上海復旦大学共同研究員。

## 人物
灘中学校・高等学校卒業。東京大学理科三類に現役合格し、東京大学医学部医学科卒業。東京大学医学部附属病院で研修医を経て、東京大学大学院医学系研究科博士課程修了。
同年より虎の門病院血液科医員、2001年（平成13年）より国立がんセンター中央病院薬物療法部医員として、それぞれ造血器悪性腫瘍の臨床研究に従事した。2005年（平成17年）10月より2016年（平成28年）3月まで東京大学医科学研究所先端医療社会コミュニケーションシステム（株式会社アインファーマシーズの寄付講座）を主宰し、医療ガバナンスを研究していた。

## 発言

### 福島第一原子力発電所事故
福島第一原子力発電所事故において、「ウクライナでは、環境の除染はあきらめ食品の安全確保に力を入れています。街のあちこちに線量を測定する装置があり、店で売っている食材にもベクレル数が書いてあるんです」と語り、除染に力を入れる日本の政策には疑問を呈した。

### 2019新型コロナウイルス
2019新型コロナウイルスによる急性呼吸器疾患の流行にあたって、日本医師会、日本感染症学会、日本環境感染学会や日本国政府が同ウイルスのPCR検査は、原因不明の肺炎で重症化が疑われる事例を主体とするとの方針を示しているのに対して、風邪でクリニックを外来受診する患者にも広く行えるようにすべきと主張し、日本国政府の対応を批判した。
2月にはスイスの製薬会社エフ・ホフマン・ラ・ロシュが開発した、簡易検査キットを導入しない日本国政府の姿勢を批判した。これに対し立岩陽一郎は、自らが代表を務めるファクトチェックサイト「インファクト」において、厚生労働省に取材を行った結果を公表し、確かに当初はロシュの検査キットが使用できなかったものの、その後使用できる状態になっているとして、上の主張の誤りを指摘した。
文春オンラインの2月13日に掲載された上による「新型肺炎174人の集団感染「クルーズ船3700人隔離は正しかったのか」――医師の見解は？」の文中での日本政府とイタリア政府との対応を「なぜ、イタリアと日本はこんなに違うのだろう。私は経験の差だと思う。」の一文で知名度が大きく上がり、その後、ワイドショー等にも出演するようになった。
TBSテレビのNEWS23の2月25日放送分において、PCR検査が大韓民国に比べて実施数が少ないことについて「何かウラがあるというのか。厚生労働省がよほど（検査を）やりたくないのだなあと。そういうニュアンスを感じます。」、日本の民間の検査会社の約100社は合計900ほどのラボを持っており、1日9万件検査が可能だとし、国立感染症研究所は「『自分たちでやりたい』『自前でやりたい』という意識が強いと思うんです。自分たちで検査を開発する･･･その予算もついてました」「感染者を多く見せたくないんじゃないかというウラがあるような気がします。」と、日本が検査をしない理由についてコメントした。元日本テレビ「NNNドキュメント」ディレクターの水島宏明は「忖度しない。大勢に流されない。…そんな覚悟のある専門家が登場した、覚悟を感じさせる秀逸な報道だ」と評した。
このような上の発言に関して、神戸大学教授の岩田健太郎、臨床遺伝専門医の仲田弘美、アゴラ研究所所長の池田信夫らは、PCR検査の感度は低く、軽症患者は検査で陽性でも治療の対象とならないため、軽症患者でのPCR検査は不要であるとともに、軽症患者が医療機関に押しかけると感染が拡大し、限られた医療資源の中で重症患者への対応ができなくなるなどと反論した。
また、国立感染症研究所は、上らによる「PCR検査の拡大を感染研OBが妨害している」「検査件数を抑えることで感染者数を少なく見せかけようとしている」「実態を見えなくするために、検査拡大を拒んでいる」といった趣旨の主張に対して、これらの主張は事実無根であり、新型コロナウイルス感染症対策への悪影響を及ぼしていると反論した。
著作家の山本一郎は、上が「コロナウイルスの感染を疑われる人への検査体制に不備がある」とメディアで不安を煽っておいて、自らが関与するクリニックで自費診療5分3000円の「新型コロナウイルス感染症オンライン相談」を行ったり、自費治療でコロナウイルスを検査するサービスを始めるのは、見ようによっては非常に古典的なマッチポンプであると批判した。
2020年3月10日　参議院予算委員会での有識者の意見を聞く公聴会で自民党は尾身茂を推薦し招き、立憲民主党は上昌広を推薦し国会に招いた。
その頃、イタリアでは3月8日にコロナによる死者数が中国に次ぐ233人となり、7日に発表された感染者数5883人が11日には1万0149人、翌週には3万5千人を越え、4月2日イタリアでのコロナ感染による死者数は当時、世界最悪の1万3155人となった。
2020年7月17日、上はTwitterで「鹿児島の知人から　＜鹿児島＞赤塚学園のコロナに罹患した生徒は自殺未遂、お父さんは自殺されたそうです。 生徒本人は学校に虚偽の報告をして福岡に行った挙句、コロナに罹患したことを相当周りから責められたとのことでした」とツイートしたが、鹿児島在住のユーザー等から真偽を問う声が複数寄せられ、ツイートを削除した。
2020年8月3日、上はTwitterで「真夏の北半球でコロナが急増している先進国は、トランプを支持する米国の一部と日本くらいです」とツイートし、各国と日本の人口10万人あたりの新規感染者数の推移のグラフを添付したが、縦軸が日本のみ10数倍に引き伸ばされるという改竄が行われており、医師や専門家から「ミスリードである」「科学者として絶対にやってはいけないこと」と批判された。
上記の資料の改竄や虚偽情報の拡散が批判を受けたのち、日本国内では新型コロナウイルス関連分野では目立った活動は行っていなかったが、2021年1月、中国共産党の機関紙、人民日報の傘下の広報紙である環球時報に記事を掲載し「ファイザー製のワクチンには副反応などの不安要素がある」また「日本のワクチンデリバリーは遅い」とし「選択肢として西欧製のワクチンではなく、中国製ワクチンの輸入、使用も検討すべきである」と主張した。また、後日の別記事では「中国は不活化ワクチンの研究開発において最大の生産能力と最も成熟した技術を備えた国の1つであり、ワクチン管理を秩序正しく効率的に保証している」と中国のワクチンを非常に高く評価した。

### 医療機関に関する不正確な発言
福島第一原子力発電所事故の後、2011年11月7日に上はTwitterで「福島県立医大そのものから、医師が100名離職した」と発信し、医療ジャーナリストの伊藤隼也が拡散したが、そのような事実はないことが確認され、荒唐無稽なデマであると批判された。
2020年3月29日、東京都立墨東病院が「機能停止」したという情報が拡散し、同病院が訂正の発表を行ったことに関し、上がTwitterで「都立墨東病院が救急医療の門戸を全て止めました。三次救急医療もです。理由はわかりません」と発信したことが、不正確な情報拡散の発端であると指摘された。

## 著書

### 単著
- 『復興は現場から動き出す――本気で動く個人のネットワークが、本当に必要な支援を可能にする』東洋経済新報社、2012年
- 『日本の医療――崩壊を招いた構造と再生への提言』蕗書房、2012年
- 『医療詐欺――「先端医療」と「新薬」は、まず疑うのが正しい』講談社＋α新書、2014年
- 『日本の医療格差は９倍――医師不足の真実』光文社新書、2015年
- 『病院は東京から破綻する――医師が「ゼロ」になる日』朝日新聞出版、2017年
- 『ヤバい医学部――なぜ最強学部であり続けるのか』日本評論社、2019年
- 『日本のコロナ対策はなぜ迷走するのか』毎日新聞出版、2020年
- 『厚生労働省の大罪』中公新書ラクレ、2023年

### 監修
- 『ポストコロナ時代に医学部をめざす人のための医療の仕事大研究』晶文社、2022年